# Nankoku
Nankoku (jap. 南国市, -shi) ist eine Stadt in der Präfektur Kōchi an der Tosa-Bucht der Insel Shikoku in Japan.

## Geschichte
Nankoku wurde am 1. Oktober 1959 zur kreisfreien Stadt (shi) ernannt.

## Weblinks

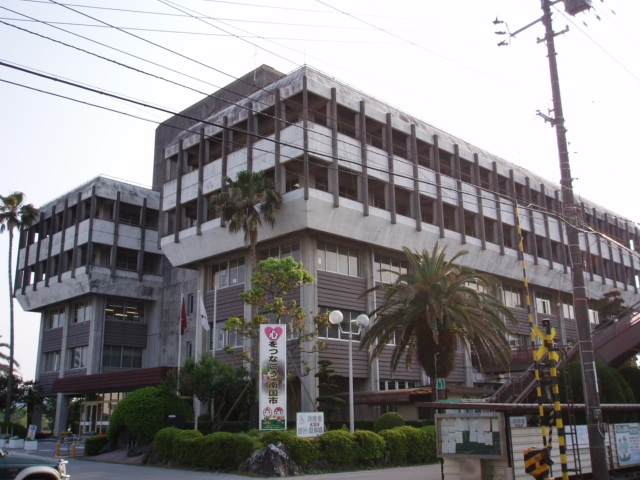
Rathaus von Nankoku

## Sehenswürdigkeiten
- Tosa Kokubun-ji
- Zenjibu-ji

## Verkehr
- Flughafen Kōchi
- Straße:
  - Kōchi-Autobahn
  - Nationalstraßen 32, 55, 195
- Zug:
  - JR Dosan-Linie

## Angrenzende Städte und Gemeinden
- Kōchi
- Kami
- Kōnan
- Motoyama
- Tosa